# Loxofidonia pallidistriga
Loxofidonia pallidistriga är en fjärilsart som beskrevs av Louis Beethoven Prout 1937. Loxofidonia pallidistriga ingår i släktet Loxofidonia och familjen mätare. Inga underarter finns listade i Catalogue of Life.